# Kazuyoshi Mikami
Kazuyoshi Mikami (jap. 三上 和良, Mikami Kazuyoshi; * 29. August 1975 in der Präfektur Saitama) ist ein ehemaliger japanischer Fußballspieler.

## Karriere
Mikami erlernte das Fußballspielen in der Schulmannschaft der Toin Gakuen High School und der Universitätsmannschaft der Komazawa-Universität. Seinen ersten Vertrag unterschrieb er 1998 bei Vissel Kōbe. Der Verein spielte in der höchsten Liga des Landes, der J1 League. Für den Verein absolvierte er 45 Erstligaspiele. 2000 wurde er an den Erstligisten Verdy Kawasaki ausgeliehen. Für den Verein absolvierte er 26 Erstligaspiele. 2001 kehrte er zu Vissel Kōbe zurück. Im Juli 2001 wechselte er zum Ligakonkurrenten JEF United Ichihara. 2002 wechselte er zum Ligakonkurrenten Yokohama F. Marinos. Mit dem Verein wurde er 2003 japanischer Meister. Für den Verein absolvierte er 18 Erstligaspiele. 2004 wechselte er zum Ligakonkurrenten Ōita Trinita. Für den Verein absolvierte er 19 Erstligaspiele. 2005 wechselte er zum Ligakonkurrenten Omiya Ardija. Für den Verein absolvierte er 22 Erstligaspiele. Ende 2006 beendete er seine Karriere als Fußballspieler.

## Erfolge
Yokohama F. Marinos
- J1 League

Meister: 2003
Vizemeister: 2002